# Сердюк Олександр Олександрович (військовик)
Олекса́ндр Олекса́ндрович Сердю́к (нар. 4 травня 1981, м. Глухів (нині Шосткинського району), Сумської області, Українська РСР, СРСР — пом. 1 червня 2022, поблизу с. Покровське Бахмутської міської громади Донецької області) — український військовослужбовець, солдат 16-го окремого мотопіхотного батальйону 58-ї окремої мотопіхотної бригади Сухопутних військ ЗС України, учасник російсько-української війни, що загинув у ході російського вторгнення в Україну.

## Життєпис
Олександр Сердюк народився 1981 року в місті Глухові, нині Шосткинського району на Сумщині. Навчався у Глухівській загальноосвітній школі № 6, потім вступив до Глухівського національного педагогічного університету. Пізніше здобув фах юриста в Харківському національному університеті внутрішніх справ. Пройшов гарну школу однієї із секретних українських служб, мав звання підполковника. У 2020 році він прийшов служити до лав ЗСУ звичайним солдатом у складі 16-го окремого мотопіхотного батальйону 58-ї окремої мотопіхотної бригади Сухопутних військ. З першого дня російського вторгнення в Україну, 24 лютого 2022 року, перебував при виконанні бойового завдання. Загинув 1 червня 2022 року біля села Покровське Бахмутської міської громади Донецької області. Чин прощання із загиблим відбувся 11 червня 2022 року в Трьох-Анастасіївському соборі. Поховали Олександра Сердюка на Вознесенському кладовищі у Глухові.

## Родина
У загиблого залишилися мама (проживає у Глухові), а також у Сумах, де він жив останній час, – дружина Марина та син Ігор (нар. 2013). Напередодні Дня захисників і захисниць 30 вересня 2023 року Срібний іменний кулон «БАТЬКІВСЬКЕ СЕРЦЕ» від Військово-Цивільної спілки «Бойове Братерство України» отримав син полеглого воїна.
Орден батька із рук очільника Сумщини Володимира Артюха прийняв 20 жовтня 2023 року син загиблого Ігор та мати воїна Марія Василівна.

## Нагороди
- Орден «За мужність» III ступеня (2023, посмертно) — за особисту мужність і самовіддані дії, виявлені у захисті державного суверенітету та територіальної цілісності України, вірність військовій присязі.
- звання «Почесний громадянин міста Суми» (19 травня 2025)[7][8].